# Belgische militaire begraafplaats

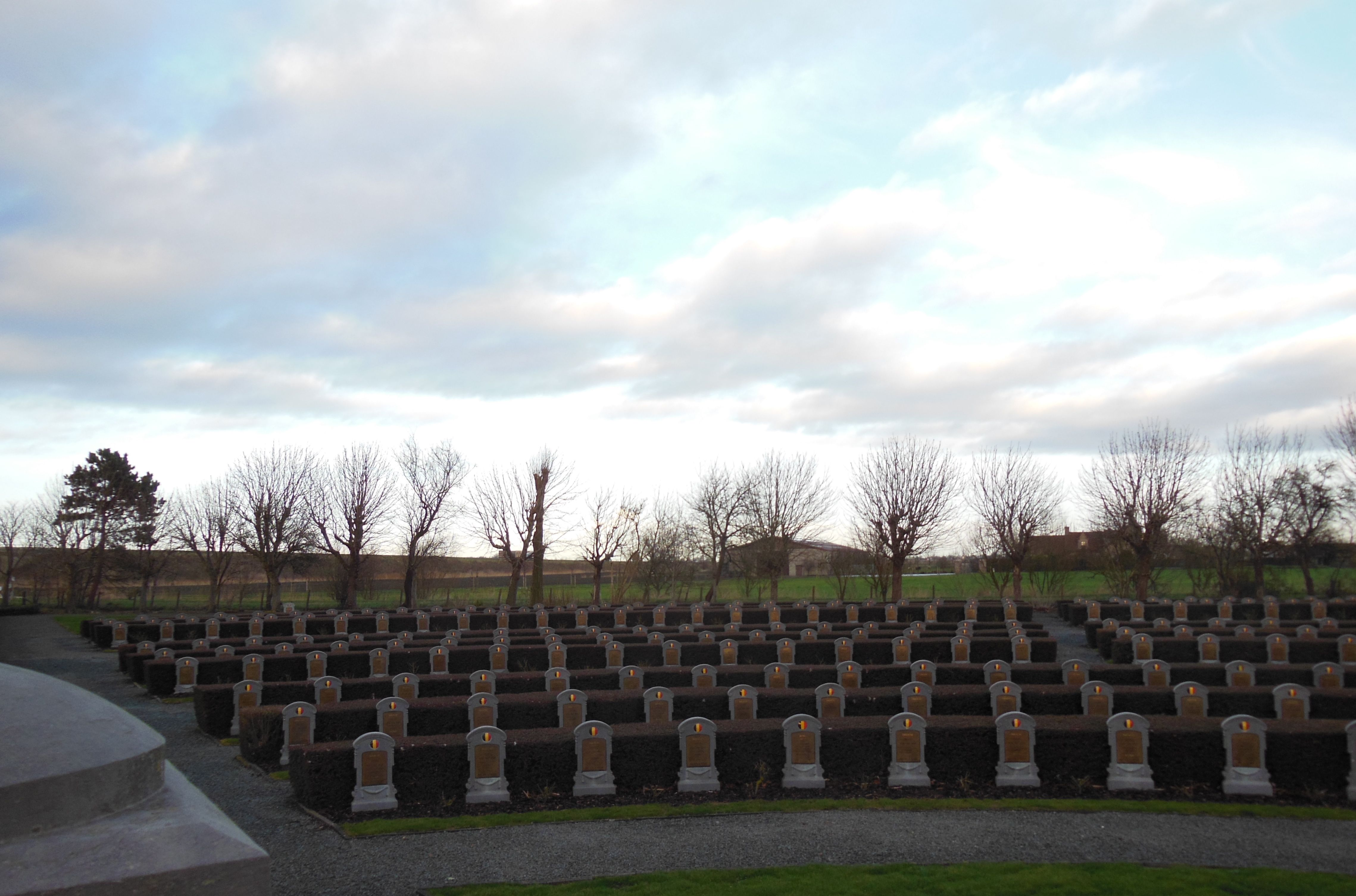
Militaire begraafplaats van Ramskapelle.

Een Belgische militaire begraafplaats is een begraafplaats voor Belgische oorlogsslachtoffers, die ontstaan is tijdens de Eerste Wereldoorlog en waarbij de Belgische staat betrokken is.

## Voor de Eerste Wereldoorlog
Nog tijdens de Frans-Pruisische Oorlog (1870) werden, zoals voorheen gebruikelijk, gesneuvelde soldaten in massagraven verzameld. Alleen officieren werden gebeurlijk gerepatrieerd en individueel begraven. Toch waren tijdens de Amerikaanse Burgeroorlog (1861-1864) door de Union reeds begraafplaatsen ingericht waar gesneuvelden individueel begraven werden. Tijdens de Boerenoorlogen (tussen 1880 en 1902) in Afrika hadden ook de Britten dat al gedaan.

## Tijdens de Eerste Wereldoorlog
Bij de aanvang van de Eerste Wereldoorlog bleek dat geen enkele natie schikkingen getroffen had om graven te registreren en begraafplaatsen in te richten. Gesneuvelden werden door hun kameraden begraven waar ze gevallen waren, zo mogelijk in een individueel graf.
Bij de Britten waren, op vraag van naastbestaanden, vrijwilligers van het Rode Kruis occasioneel gesneuvelden  gaan zoeken om hen te repatriëren. Later gingen ze op systematische wijze graven van gesneuvelden registreren. Vanaf 1915 werden hun activiteiten geofficialiseerd onder leiding van een Graves registration Commission. Die commissie  zou later uitgroeien tot de Imperial War Graves Commission, vanaf 1961 de Commonwealth War Graves Commission.
De Graves Registration Commission stelde een aantal regels vast. Repatriëring van gesneuvelden werd  verboden. Er mocht geen onderscheid gemaakt worden tussen officieren en lagere rangen. Persoonlijke grafstenen werden verboden. Het uitzicht van de begraafplaatsen en de gedenktekens werd vastgelegd. Het materiaal van de grafstenen, de opschriften en symbolen werden in detail bepaald.
Naderhand gingen alle oorlogvoerende naties de graven van de gesneuvelden registreren en militaire begraafplaatsen inrichten.

## Britse en Franse graven
België vaardigde op 5 september 1917 een wetsbesluit uit om de kwestie te regelen van de Britse en Franse graven en begraafplaatsen op Belgisch territorium en van individuele graven op gemeentelijke begraafplaatsen. Het wetsbesluit bepaalt dat de Belgische Natie altijddurende begraafplaatsen aan de in België overleden militairen der Belgische en geallieerde legers toezegt. Deze begraafplaatsen vielen onder het toezicht van het Ministerie van Oorlog.

## Belgische begraafplaatsen in België
Tijdens de bewegingsoorlog werden Belgische gesneuvelden door hun kameraden begraven op gemeentelijke kerkhoven, op inderhaast aangelegde begraafplaatsen of gewoon ergens te velde, waar ze gevallen waren. 
Tijdens de loopgravenoorlog ontstonden achter het front nabij medische installaties gemengde militair-burgerlijke begraafplaatsen zoals in Westvleteren, Hoogstade, Oeren, Steenkerke, Adinkerke en De Panne.
De graven en begraafplaatsen van de bewegingsoorlog lagen in het bezette deel van België en ontsnapten aan het gezag van de Belgische regering. Het niet bezette deel van België viel totaal onder Belgisch militair gezag. De Belgische regering en administratie verbleven in Le Havre, Frankrijk. Dat verklaart wellicht dat België pas in februari 1918 een Ministerieel Besluit uitvaardigde omtrent de administratieve schikkingen inzake doden en vermisten, gravenregistratie en militaire begraafplaatsen.
Na de wapenstilstand op 11 november 1918 was het de eerste zorg van de bevolking en de besturen het leven in het bezette en geplunderde deel van België en in de Verwoeste Gewesten (De streek van Nieuwpoort, Diksmuide, Ieper) te hervatten. Begin van de jaren twintig pas werd over gegaan tot de daadwerkelijke aanleg van officiële militaire begraafplaatsen.
Enerzijds moesten de bestaande  militair-burgerlijke kerkhoven heringericht worden. Anderzijds moesten nieuwe begraafplaatsen aangelegd worden voor de verspreid begraven slachtoffers.

### Herinrichting van bestaande kerkhoven
De bestaande kerkhoven boden na de wapenstilstand een hallucinante aanblik. Vermogende nabestaanden hadden hier en daar individuele grafzerken laten plaatsen. De meeste graven echter waren door de  kameraden van de gevallenen afgebakend en versierd geworden met bloemen en planten en voorzien van  kruisen van alle mogelijke materialen en sommige van grafstenen, waaronder de heldenhuldezerkjes. Na het vertrek van de kameraden waren die graven overgelaten aan de zorgen van de gemeenten die wel andere bekommernissen hadden dan de graven netjes houden.
Vooraleer begonnen werd met de herinrichting van bestaande kerkhoven en de aanleg van begraafplaatsen hadden nabestaanden op eigen initiatief en dikwijls ongeweten al een aantal begraven gevallenen terug naar huis gehaald om ze op de eigen gemeentelijke begraafplaats ter aarde te bestellen. Uiteindelijk zouden maar de helft van de 38.000 Belgische gesneuvelden een laatste rustplaats vinden op een Belgische militaire begraafplaats, de overgrote meerderheid in een graf met een standaard Belgische grafsteen. Wat er geworden is van de graven van gerepatrieerde gesneuvelden is in zijn geheel niet geweten. Vele van die graven zijn samen met de toenmalige nabestaanden verdwenen. Er zouden nog 6000 graven behouden  zijn. Om ze te vrijwaren van de vergetelheid startte het War Heritage Institute het project "Onze Vergeten Helden".
Tijdens het interbellum en na de Tweede Wereldoorlog werden op die heringerichte begraafplaatsen overledenen bijgezet en speciale gedenkstenen opgericht voor oorlogsslachtoffers in de meest algemene betekenis: militairen van andere nationaliteiten, door Duitsland te werk gestelde krijgsgevangenen, slachtoffers van oorlogsgeweld, weerstanders, geëxecuteerde burgers, weggevoerden, opgeëisten, politieke gevangenen, enz... van de twee wereldoorlogen en de Koreaanse Oorlog (1950-1953).
Zo verloren die begraafplaatsen door hun complex en gevarieerd uitzicht aan kracht als symbool van de verschrikkingen van de Eerste Wereldoorlog. Ze werden symbool van de verschrikkingen van oorlogen in het algemeen.

### Aanleg van verzamelbegraafplaatsen
Waar zwaar slag geleverd was en veel gevallenen voorlopig begraven waren of achtergebleven, werden exclusief militaire begraafplaatsen aangelegd. Her en der begraven gesneuvelden werden er verzameld en teruggevonden gesneuvelden bijgezet. Het zijn verzamelbegraafplaatsen zoals de Belgische militaire begraafplaats van Ramskapelle.
Deze militaire begraafplaatsen zijn doorgaans aangelegd volgens een strak symmetrisch patroon, met een bakstenen voormuur afgewerkt met natuursteen en sierelementen, een vlaggenmast met de Belgische driekleur, soms een gedenkkruis of religieus symbool. Ze kregen later ook een houten schuilhuisje met het grondplan en register van de begraafplaats en een bezoekersboek.

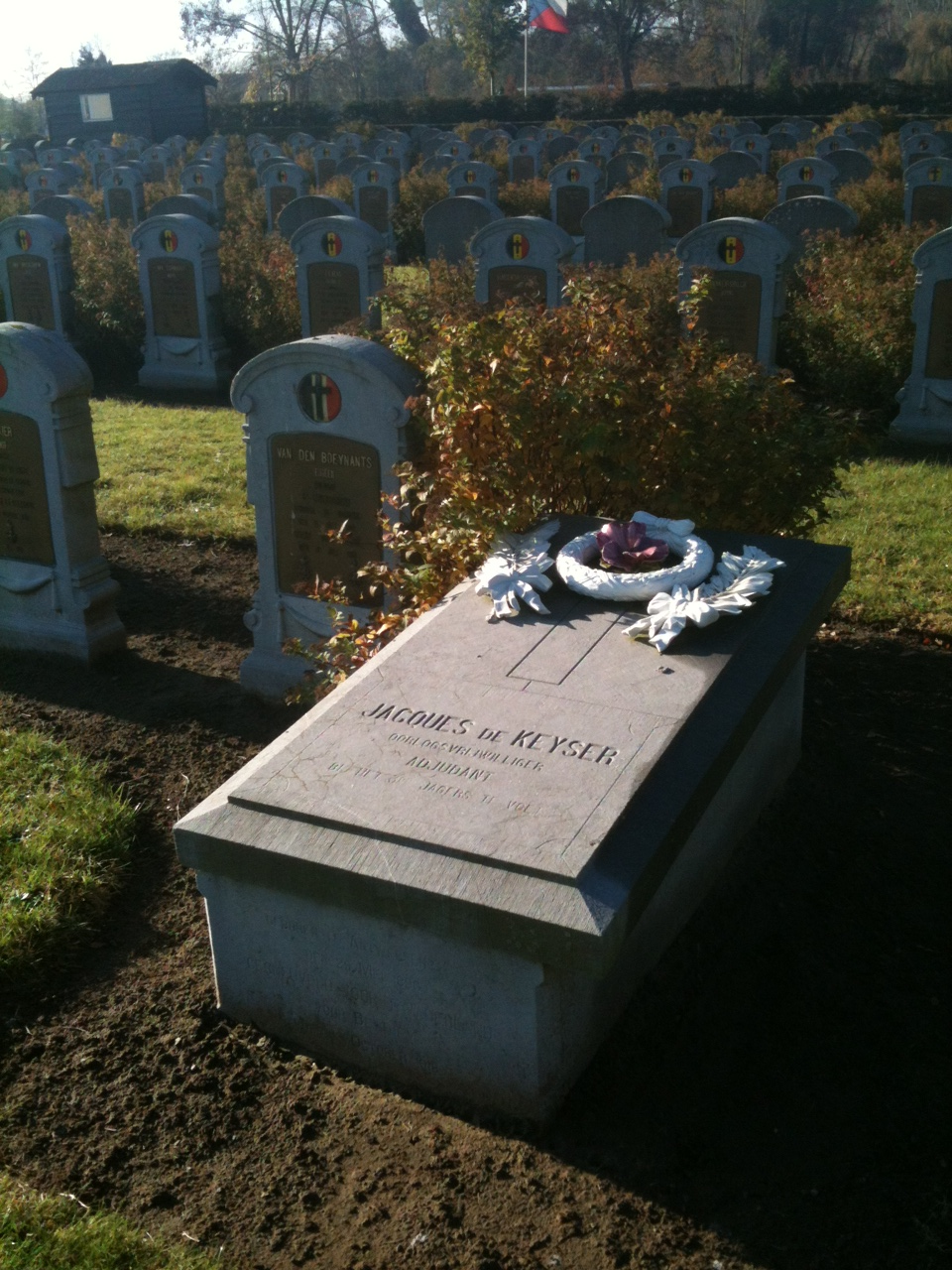
Privé grafzerk Adjudant Jacques De Keyser

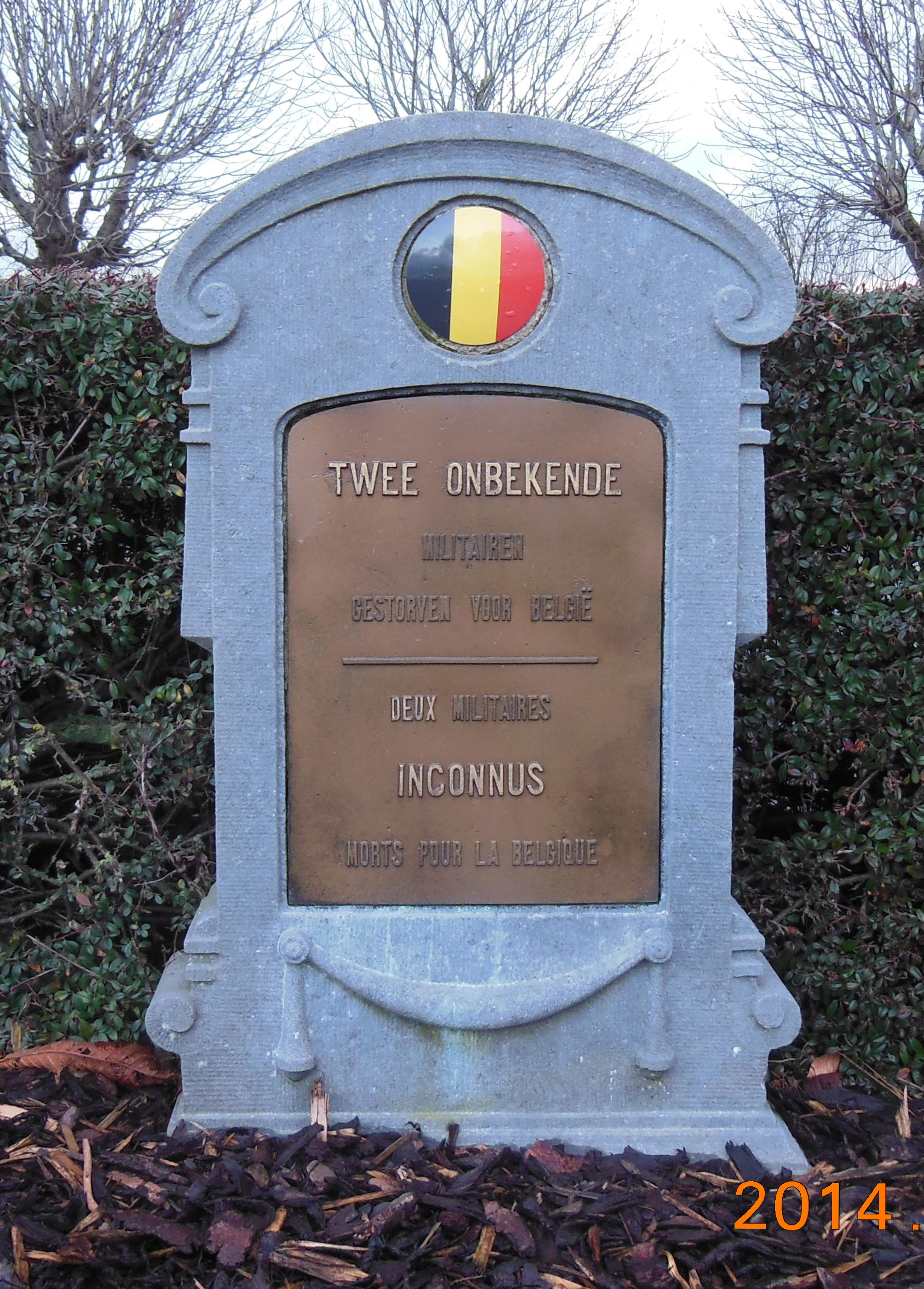
Belgische Grafsteen

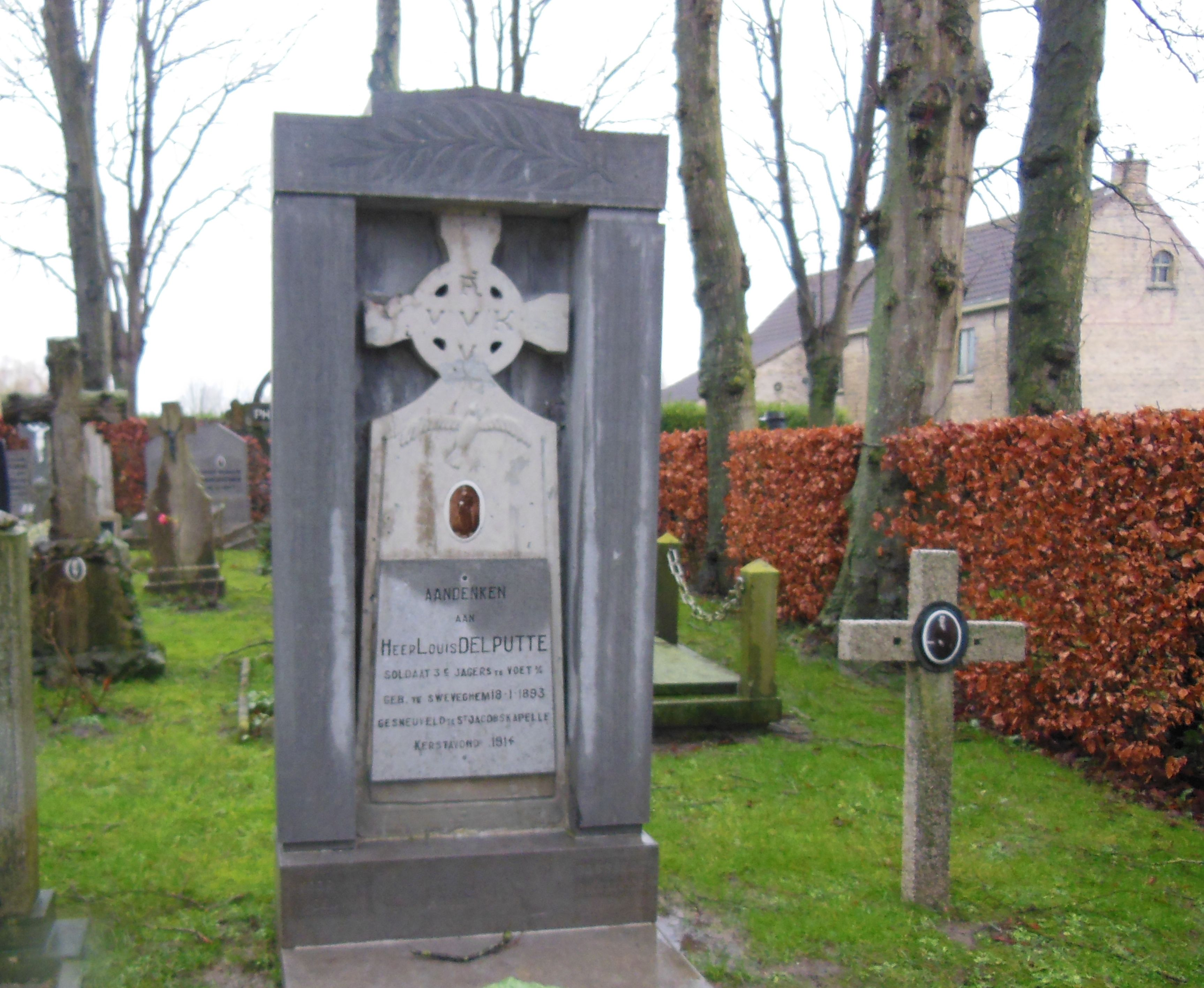
Grafmonument met ingebouwd Heldenhuldezerkje voor Louis Delputte.

### De Belgische grafsteen
In opdracht van het Ministerie van Oorlog werd een standaard eenvormige grafsteen (in het toenmalige ambtelijke Nederlands de grafzuil, door den staat geschonken) ontworpen door de Brusselse architect Fernand Simons, (ook gespeld Symons).
Nochtans staan op de militaire begraafplaatsen die ontstaan zijn door herinrichting van bestaande begraafplaatsen de dag van vandaag tussen de standaard Belgische grafstenen afwijkende grafzerken. Enkele van die afwijkende grafzerken zijn echte monumenten. Het zijn privé grafzerken, geplaatst op initiatief en op kosten van nabestaanden van de gevallene. Iets talrijker, zijn op bepaalde begraafplaatsen de zogenaamde heldenhuldezerkjes. De heldenhuldezerkjes waren geplaatst op initiatief en op kosten van wapenmakkers van de gevallene.
In 1920 lagen een aantal officiële grafstenen klaar bij de begraafplaatsen om op de graven te zetten. Wanneer begonnen werd met het verwijderen van de chaotische bonte verzameling van grafstenen, kruisen, gedenktekens, symbolen op de graven van de kameraden ontwikkelde zich een hoogoplopende discussie. Het IJzerbedevaartcomité wierp zich op als eigenaar van de heldenhuldezerkjes en verzette zich tegen het opruimen en vernietigen.
In augustus 1924 waren de gemoederen enigszins bedaard en de grafsteen van 1920 werd andermaal aan de pers voorgesteld, deze keer voorzien van een bronzen plaat. De nabestaanden mochten zich uitspreken over het al dan niet behouden van een bestaand grafmonument of heldenhuldezerkjes. De overgrote meerderheid koos voor de Belgische grafsteen. Ze mochten ook de taal kiezen, Nederlands of Frans, voor de opschriften en kiezen voor een kruisje of klimmende Belgische leeuw op het schildje met de Belgische driekleur.
Op de bronzen plaat staan de naam en voornaam van de gesneuvelde met zijn rang, (eventueel met de toevoeging oorlogsvrijwilliger), zijn eenheid, de plaats en datum van geboorte, en datum van overlijden. Soms komt daar de vermelding bij stierf voor België of gestorven voor België. Op de bronzen plaat staan twee eretekens afgebeeld. Helemaal onderaan staan verwijzingen naar andere decoraties: de letter V en Y en het getal 14 in een cirkeltje. De  letter “V” staat voor de overwinningsmedaille. Het getal 14 in een cirkeltje staat voor de herinneringsmedaille.
De opschriften op de graven van niet geïdentificeerde militairen zijn in het Nederlands en het Frans.
Oorspronkelijk waren de nationale kleuren, zwart, geel en rood op het schildje verticaal of schuin geschikt en soms zonder kruisje of leeuw. Andere verschillen dan de keuze van het kruisje of de leeuw hadden geen symbolische betekenis. Ze waren te wijten aan de veranderingen van de verantwoordelijkheid voor de militaire begraafplaatsen: achtereenvolgens het Ministerie van Oorlog, Ministerie van Binnenlandse Zaken, het Rode Kruis, en weer Binnenlandse Zaken die elk hun eigen kijk hadden op de uitvoering van hun taak. Sedert Defensie verantwoordelijk is worden alle varianten vervangen door schildjes zonder kruis of leeuw en met verticaal geschikte kleuren, het zwart links.

### De begraven slachtoffers

#### Burgers
Vierhonderd zeventien  gefusilleerde burgers zijn begraven op militaire begraafplaatsen.  Ze behoren tot de 5500 burgers die in augustus en september 1914  standrechtelijk omgebracht werden door het Duitse leger. Vierenveertig van hen werden begraven in de Enclos des Fusillés  de la Chartreuse (Luik) waar ze geëxecuteerd waren.

#### Vlamingen en Walen
De opschriften op de Belgische grafstenen zijn, naar de wens van de nabestaanden, in het Nederlands of het Frans maar dat wil niet zeggen dat de gesneuvelde Vlaming of Waal was. België en het leger kenden immers geen Vlamingen of Walen en evenmin Vlaams- of Franstaligen. Er zouden meer Vlamingen dan Walen de dood gevonden hebben tijdens de Eerste Wereldoorlog. Het is moeilijk na te gaan of dat inderdaad zo was. Vlaming of Waal moet hier begrepen worden als vage begrippen, hoofdzakelijk bepaald door de woonplaats in het destijds niet duidelijk afgebakend overwegend Vlaamstalige of Franstalige landsdeel. Een aantal historische onderzoeken, gebaseerd op diverse parameters wijst er niettemin op dat in verhouding tot de bevolking inderdaad 9% meer Vlamingen dan Walen gesneuveld zijn. Er worden meerdere verklaringen voor gegeven. Het aantal mannen in het Belgische leger dat in het Vlaamse landsgedeelte geboren was lag rond de 65%. Het afgeschafte lotelingensysteem werkte nog steeds na. Vlamingen hadden tegen betaling dienst genomen ter vervanging van Franstaligen die een slecht lot getrokken hadden. Vlamingen hadden ook meer tijd gehad na de Duitse invasie om zich te melden als vrijwilliger. Tijdens de oorlog konden Vlamingen gerekruteerd worden in het niet bezette gebied en onder de oorlogsvluchtelingen. Dat waren overwegend Vlamingen omdat die nu eenmaal meer tijd gekregen hadden om naar het Westen en Frankrijk te trekken. Omdat ze minder geschoold waren en Fransonkundig dienden de Vlaamse soldaten ook meer in eenheden en functies waar ze groter gevaar liepen.
De bewering dat Vlamingen de dood vonden omdat ze de Franse bevelen van hun officieren niet begrepen moet naar het rijk der mythes verwezen worden. Veel officieren waren Vlamingen die het dialect van hun soldaten begrepen en spraken. En orders worden doorgegeven door onderofficieren. Sophie de Schaepdrijver is ter zake zeer kordaat.  Ook Christine Van Everbroeck komt tot de conclusie dat historische studies brandhout maken van de mythe dat Vlaamse soldaten nodeloos de dood werden ingestuurd omwille van onbegrepen Franse bevelen. Geert van Istendael daarentegen is niet helemaal overtuigd.

#### Gefusilleerde soldaten
Op bepaalde Britse militaire begraafplaatsen kan men zerkjes zien met de vermelding: shot at dawn. Het zijn grafzerken van militairen die door een krijgsraad ter dood veroordeeld werden en bij dageraad gefusilleerd. Ondertussen heeft men erkend dat velen van hen ten onrechte veroordeeld en gefusilleerd werden. Ze leden aan wat men nu PTSD zou noemen, Post Traumatic Stress Disorder, de psychologische gevolgen van traumatische ervaringen zoals die in de oorlog veel voorkomen, en weigerden verder deel te nemen aan oorlogshandelingen. Ze zijn enige tijd geleden in ere hersteld.
Op de Belgische militaire begraafplaatsen vindt men geen dergelijke graven. Nochtans werden tijdens de oorlog ook door de Belgische krijgsraden terdoodveroordelingen uitgesproken: 219 in totaal. Twaalf terdoodveroordelingen werden daadwerkelijk uitgevoerd: drie voor moord en negen voor een militair misdrijf, veelal postverlating in het zicht van de vijand. Die negen veroordelingen en executies gebeurden in het eerste jaar van de oorlog. De gefusilleerden werden begraven op de plaats waar ze geëxecuteerd werden of op een naburig kerkhof. . Een andere bron spreekt van elf terechtstellingen (zie lijst van Belgische soldaten gefusilleerd in de Eerste Wereldoorlog).
Het boek, De dood met de kogel van Siegfried Debaeke, is een schokkende aanklacht tegen de militaire rechtspraak en de sociale verhoudingen in het leger van 1914. Die mistoestanden kunnen verklaard worden. In een leger gaat het er niet anders aan toe dan in de samenleving waardoor en waarin het leger opgericht wordt. Het functioneert binnen de wetten die door de maatschappij vastgelegd zijn en is een afspiegeling van de maatschappij. In 1914 steunde het tuchtreglement op een wet van 1815. Die zou trouwens tot vele jaren na de Tweede Wereldoorlog van kracht blijven. De verhouding van de militaire magistratuur en de militaire overheid met de lagere rangen was in 1914 niet anders dan de verhoudingen tussen hogere en lagere klassen in het burgerlijk deel van de maatschappij.

## Belgische begraafplaatsen buiten België

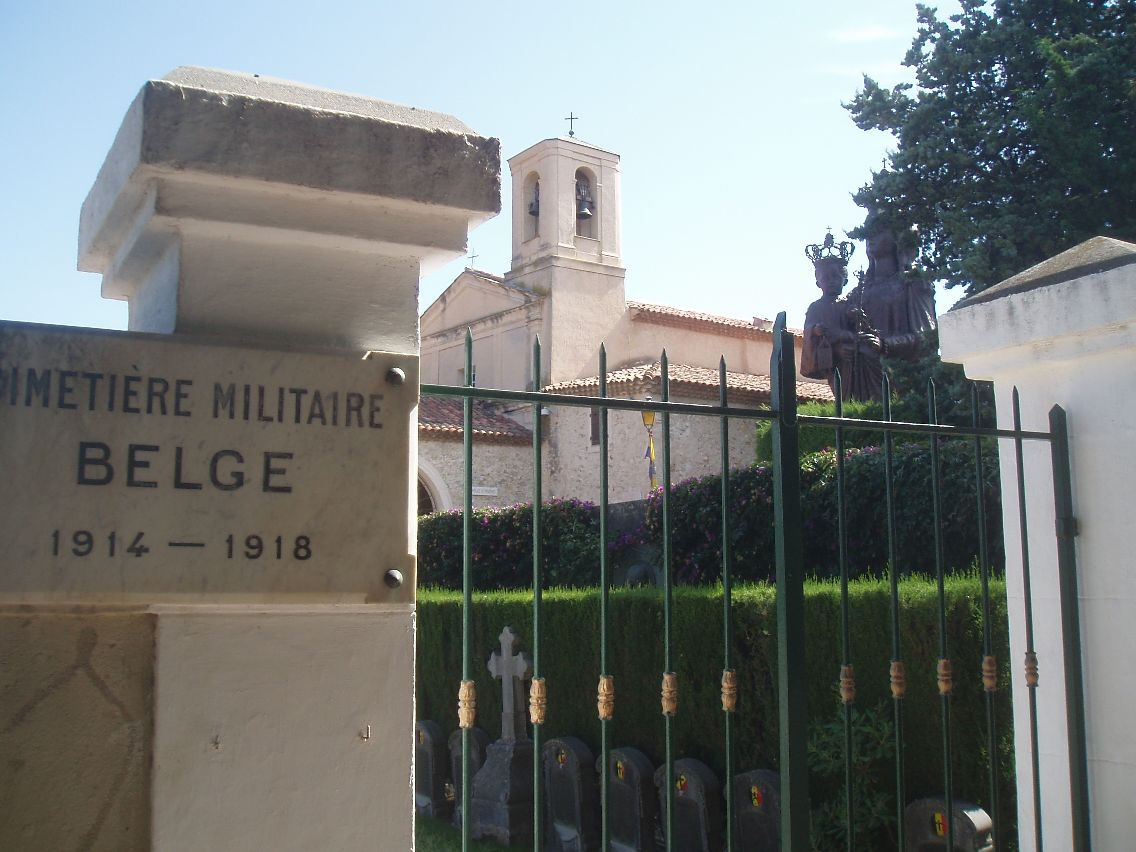
Belgische militaire begraafplaats in Saint-Jean-Cap-Ferrat

Tijdens de oorlog kwamen een niet onaanzienlijk aantal Belgische militairen in het buitenland terecht.
Honderdduizenden Belgen vluchtten naar Nederland. Onder hen 30.000 militairen die er blijvend geïnterneerd werden. 585 Belgische militairen en vluchtelingen rusten er verspreid over 10 militaire begraafplaatsen en ereperken, het grootste aantal (225) op het Belgisch Militair Ereveld 1914-1918 in Harderwijk (Nederland). 124 zonder bekend graf worden er herdacht.
In Frankrijk rusten 3.913 Belgische gesneuvelde militairen op 190 Franse ereperken en burgerbegraafplaatsen. 
Eén Belgische begraafplaats ligt in Saint-Jean-Cap-Ferrat (Frankrijk).
Op de stedelijke burgerbegraafplaats in Tourcoing, rue du Pont de Neuville, rusten eenentwintig Belgen (20 van 1914-1918 en 1 van  1940 -1945).
In Zwitserland zijn, verspreid over het ganse land op 18 burgerbegraafplaatsen, ongeveer 50 Belgische militairen begraven. Het waren zieke Belgische krijgsgevangenen die door toedoen van het Rode Kruis in Zwitserland opgenomen werden en ontsnapte krijgsgevangenen die geïnterneerd werden.
In Groot-Brittannië zijn 396 Belgische militairen begraven verspreid over 97 militaire begraafplaatsen en ereperken van de CWGC (Commonwealth War Grave Commission).
Over mogelijke graven van Belgische krijgsgevangenen in Duitsland kan moeilijk enige informatie gevonden worden.

## Beheer en onderhoud
De bijzondere situatie van België tijdens de oorlog, de enorme verwoestingen in het bezette en niet bezette gedeelte van het land, de complexiteit van de spontaan gegroeide begraafplaatsen verklaren de laattijdige aanpak van de vraag hoe de gesneuvelden en andere slachtoffers van de oorlog een eervolle rustplaats te geven. De sociale en culturele verhoudingen van het land en het verregaand respect voor individuele vrijheden en rechten hebben ertoe geleid dat een wijde waaier van militaire en burgerlijke begraafplaatsen, ereperken, individuele graven, in België zelf en in het buitenland, een laatste rustplaats  bieden aan Belgische slachtoffers van de oorlog, militairen en burgers.
Het beheer en onderhoud van de militaire begraafplaatsen werd geconfronteerd met dezelfde moeilijkheden. Het werd achtereenvolgens aan het Ministerie van Oorlog, het Ministerie van Binnenlandse Zaken, het Rode Kruis, en dan weer Binnenlandse Zaken toevertrouwd.  Na een periode van verwaarlozing, nu bijna honderd jaar na de oorlog, werd de verantwoordelijkheid voor het beheer en onderhoud van de militaire begraafplaatsen, erevelden en militaire graven door het Koninklijk Besluit (KB) van 14 januari 2002 en een Ministerieel Besluit (MB) van 23 oktober  2002 opnieuw toevertrouwd aan  Defensie met ingang van 01 januari 2004. Bij beslissing van de Minister van Defensie werd de dienst Militaire Begraafplaatsen  op 1 januari 2009 overgedragen van Defensie naar het Instituut voor Veteranen – Nationaal Instituut voor Oorlogsinvaliden, Oud-Strijders en Oorlogsslachtoffers (N.I.O.O.O.).
Een Referentiedocument werd opgesteld door de Directeur-generaal Material resources van defensie, Luitenant-generaal Guy CLEMENT, Ir, en de Administrateur-général adjoint van het “Institut des Vétérans” of “Instituut voor Veteranen”, Michel JAUPART. Het somt de bevoegdheden en verantwoordelijkheden op van de diverse actoren betrokken bij beheer en onderhoud. Ze zijn onder meer gebaseerd op conventies tussen België en Frankrijk, Duitsland en het Britse Commonwealth betreffende het onderhoud van militaire begraafplaatsen.
De dienst Militaire Begraafplaatsen staat in  voor de algemene coördinatie  en toezicht op het onderhoud. De dienst verzekert de administratieve afwikkeling van de overeenkomsten die door defensie met gemeenten en door België met andere staten gesloten werden. De dienst fungeert ook als informatiebron betreffende  oorlogsinvaliden, oud-strijders en oorlogsslachtoffers. De militaire eenheden in België worden direct betrokken bij het toezicht op de militaire begraafplaatsen, erevelden en militaire graven en bij de uitvoering van het onderhoud.

### In België
Alle kosten voor 21 Belgische militaire begraafplaatsen (16.617 militairen), de Poolse begraafplaats te Lommel (257 Poolse militairen), de Enclos National des Fusillés aan de Citadel van Luik (417 burgers, geëxecuteerd tijdens de Tweede Wereldoorlog), de Enclos des Fusillés en monument de la Chartreuse (48 kruisjes) worden gedragen door Defensie. De groene zones en de zerken worden onderhouden door burgerfirma's volgens langdurige contracten. Herstellingen worden uitgevoerd door defensie met eigen personeel of door een burgerfirma op basis van een overeenkomst.
Ook de oorspronkelijke privé grafzerken en de heldenhuldezerkjes worden door defensie onderhouden. Op de Belgische militaire begraafplaats van Steenkerke (bij Veurne) meer bepaald staan negen heldenhuldezerkjes verspreid tussen de standaard eenvormige Belgische grafstenen. De Belgische grafstenen en bronzen platen werden grondig opgeknapt. Ook de heldenhuldezerkjes, voorzien van bronzen naamplaatjes, staan er onderhouden en wel verzorgd bij. De Belgische militaire begraafplaats van De Panne toont hetzelfde beeld: dertien verspreide heldenhuldezerkjes. Ze dragen op een na alle bronzen naamplaatjes. Ze zijn grondig gerestaureerd behalve een. Die draagt nog een originele naamplaat met foto en kon vermoedelijk daarom slechts oppervlakkig gerestaureerd worden.
De militaire ereperken op de gemeentelijke begraafplaatsen in Willebroek (203 militairen) en Brussel (208 militairen) en 79 andere militaire ereperken (3248 militairen) gelegen op gemeentelijke begraafplaatsen worden onderhouden door burgerfirma's volgens meerjarige onderhoudscontracten. De kosten worden gedragen door Defensie.
Acht Belgische graven gelegen op vijf begraafplaatsen van de Commonwealth War Graves Commission (CWGC) worden onderhouden door de CWGC.
De graven van de Commonwealth War Graves Commission(CWGC) (2324 militairen) op 378 gemeentelijke begraafplaatsen worden onderhouden door het personeel van de betrokken gemeente. De kosten worden gedragen door Defensie.

### Buiten België
De 3506 graven van Belgische militairen die begraven zijn op 190 Franse ereperken in Frankrijk worden onderhouden door de Franse overheid en ten laste van het  defensiebudget van België. De graven van 307 Belgische militairen op verschillende burgerbegraafplaatsen in Frankrijk worden onderhouden door de betrokken gemeentes. Eén Belgisch graf gelegen op de Frans-Duitse begraafplaats te Anloy wordt onderhouden door de Franse staat.
De graven van 50 Belgische militairen in Zwitserland, verspreid op 17 burgerbegraafplaatsen worden op een na onderhouden door de Zwitserse staat.
De graven van 585 Belgische militairen in Nederland, verspreid over 10 militaire begraafplaatsen en ereperken worden onderhouden door de Nederlandse Oorlogsgravenstichting.
De graven in Groot-Brittannië van 396 Belgische militairen verspreid over 97 militaire begraafplaatsen en ereperken worden onderhouden door de CWGC.
De graven van 292 Belgische militairen op CWGC begraafplaatsen verspreid over de hele wereld worden eveneens onderhouden door de CWGC. 

## De Tweede Wereldoorlog
Van de Belgische gesneuvelden van de Eerste Wereldoorlog werd dus ongeveer de helft van de lichamen door de familie opgeëist en overgebracht naar het plaatselijke burgerkerkhof. Groot verschil tijdens en na de Tweede Wereldoorlog: maar liefst 90 % van de tijdens de Achttiendaagse Veldtocht - zo'n 6000 man - en bij andere gevechten - bv. bij de Brigade Piron - gesneuvelde militairen werd toen door de nabestaanden meegenomen naar hun woonplaats. Over deze graven had Defensie geen zeggenschap meer, met als gevolg dat de meeste van deze privégraven intussen verdwenen zijn of in slechte staat (dat is trouwens ook het geval voor deze van de voorafgaande oorlog). De resterende 10 % van de doden werd te ruste gelegd op reeds bestaande militaire begraafplaatsen, al dan niet in aparte perken, naast lotgenoten van de Eerste Wereldoorlog. Sommigen bleven liggen waar ze stierven, zoals bv. enkele militairen op het militair kerkhofje bij de abdij van Zevenkerken, waar in 1940 een militair hospitaal was gevestigd of op de bestaande Belgische militaire begraafplaats van Steenbrugge, waar in de omtrek meerdere hulphospitalen waren. 
Anderen werden begraven op ereperken van burgerkerkhoven, soms gegroepeerd met omgekomen verzetsstrijders en politieke gevangenen.

### Boeken
- Anne Morelli (red.); De grote mythen uit de geschiedenis van België, Vlaanderen en Wallonië; EPO vzw, Berchem; 1996; ISBN 90-6445-978-9
- Siegfried Debaeke; De dood met de kogel; Uitgeverij De Klaproos,  Brugge; 2008; ISBN 978-90-5508-098-4
- Geert van Istendael; Het Belgisch labyrint, Een wegwijzer (overschilderd natuurlijk); Uitgeverij Atlas, Amsterdam/Antwerpen; 2011; 304 p. ; ISBN 978-90-450-1946-8; D/2011/0108/562; NUR 754
- Sophie de Schaepdrijver; De Groote Oorlog: het Koninkrijk België tijdens de Eerste Wereldoorlog ; Atlas Contact, Amsterdam, 2013, (383 p.); ISBN 978-90-8924-2877; D 2013 4765 29; NUR 680
- Luc Schepens; In Pace, Soldatenkerkhoven in Vlaanderen, Cimetières militaires en Flandre, Military cemeteries in Flanders, Soldatenfriedhöfe in Flandern; Uitgeverij Lannoo, Tielt en Amsterdam, 1974; 128 p. ; ISBN 90-209-0546-5; D/1974/45/26
- Michiel Vansuyt en Michel Van den Bogaert; De militaire begraafplaatsen van W.O.I in Vlaanderen, Deel 5, De Belgische en de Duitse militaire begraafplaatsen; Uitgeverij De Krijger, Erpe; 96 p.; ISBN 90-5868-011-8; D/6004/2001/14

### Websites
- https://web.archive.org/web/20140226205916/http://www2.kamp-vogelsang.be/interactief/uw_fotos_2013/mil_begraaf_03/referentiedocument.pdf  Referentiedocument aangaande het beheer van de militaire begraafplaatsen en de militaire ereperken
- https://web.archive.org/web/20140223233449/http://www.bel-memorial.org/cities/abroad/france/tourcoing_nord/tourcoing_nord_carre_mil_belge.htm Belgische gedenkteken en graven op de Franse militaire begraafplaats in Tourcoing
- https://www.ablhistoryforum.be/viewtopic.php?f=68&t=2665 Graven van Belgische militairen in Zwitserland
- http://www.dekamer.be/kvvcr/showpage.cfm?section=qrva&language=nl&cfm=qrvaXml.cfm?legislat=52&dossierID=52-b106-581-0188-2009201016151.xmlParlementaire vraag over Militaire begraafplaatsen; Bulletin nr : B106 - Schriftelijke vraag en antwoord nr : 0188 - Zittingsperiode : 52
- https://inventaris.be/woi De Inventaris van het Wereldoorlogerfgoed in Vlaanderen
- https://inventaris.onroerenderfgoed.be/woi/relict/457 Belgische militaire begraafplaats van Ramskapelle